# ФАБ-3000
ФАБ-3000 — це розроблена в СРСР 3000-кілограмова авіабомба загального призначення з фугасною боєголовкою, яку переважно використовують ВПС Росії. Це важка бомба, здатна пробити бетонні споруди, укриття, укріплення, греблі та промислові споруди завдяки литому корпусу вагою 1600 кг і вибуховому заряду вагою 1400 кг. Бомба була розроблена для бомбардувальників Ту-4, Ту-16 або Ту-22 (у базовій версії і Ту-22М3). Ту-22М3 може брати на борт до 2 авіабомб.
На озброєння ВПС СРСР прийнята у 1946 році.
В РФ заявили що з лютого 2024 року виробництво цих бомб відновили і є масовим.

## Варіанти
- ФАБ-3000-М46;
- ФАБ-3000-М54 (керована плануюча авіабомба довжиною — 3,3 м; діаметром (по стабілізатору) — 1 м; загальною вагою — 3067 кг, з яких близько 1200 кг вибухової речовини).

## Бойове застосування
Зафіксовано під час радянської війни в Афганістані.

### Російсько-українська війна
У квітні 2022 року стало відомо, що під час російського вторгнення в Україну Росія зняла з консервації бомби ФАБ-3000 для застосування проти України. А саме — для бомбардування зі стратегічних бомбардувальників Ту-22М3 захисників Маріуполя, що тримали оборону на той час в «Азовсталі».
20 червня 2024 року російські загарбники заявили про перше бойове використання авіаційної фугасної бомби ФАБ-3000 М-54 з комплектом УМПК по лікарні в населеному пункті Липці (Харківська область, Україна), що на північ від Харкова. Як доказ було розповсюджене відео з ударом по будинку. Носій бомби невідомий, але ймовірно був застосований винищувач-бомбардувальник Су-34. В той же час, з посиланням на ISW, Defense Express та спікера Повітряних Сил Збройних Сил України в ефірі телемарафону, російські війська на Харківщині застосували нову бомбу ФАБ-3000 М-54 з уніфікованим модулем планерування і корекції (УМПК)..
[[FAB-3000]]